# 政府官房
政府官房（せいふかんぼう、スウェーデン語: Statsrådsberedningen）は、スウェーデンの中央行政機関である。
政府内の総合調整、他の省庁と閣議案件の協議を行う他、欧州連合に関係する政治の総合調整を担当する。長は首相で、EU担当大臣が特命担当大臣として籍を置く。